# Cowper Phipps Coles

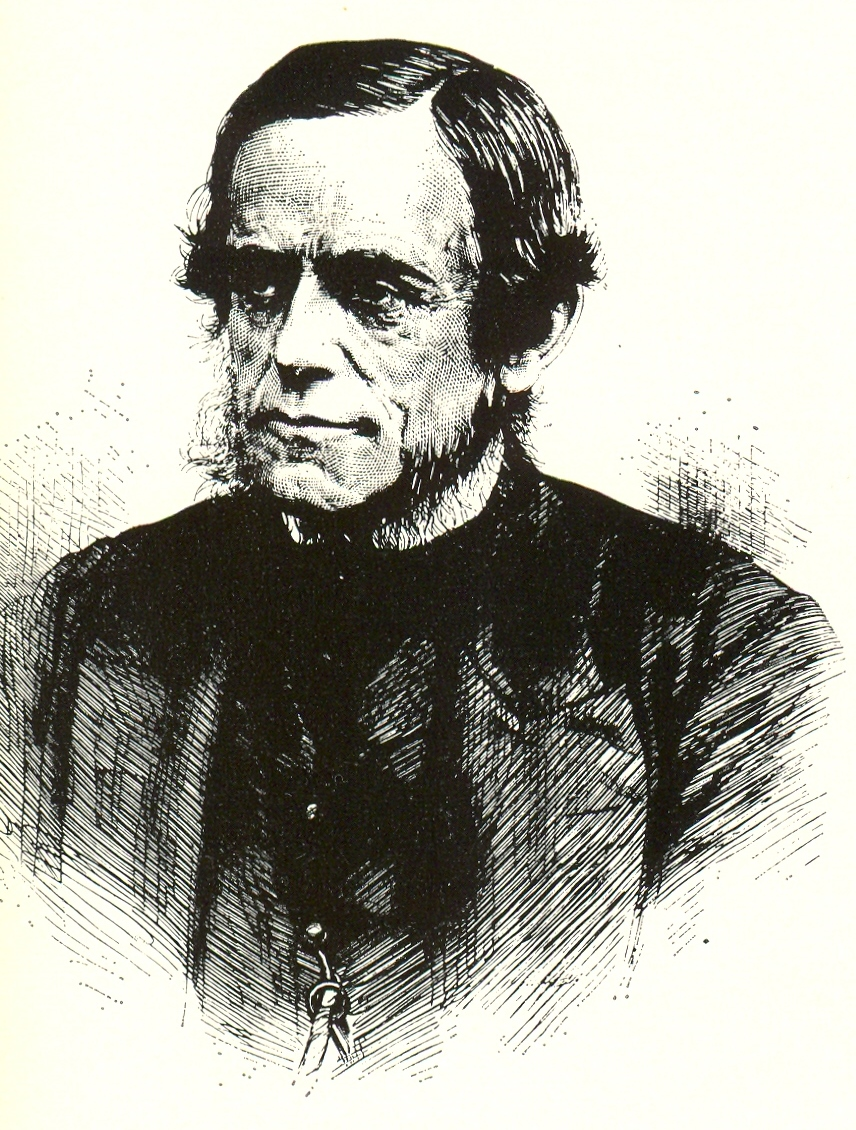
Cowper Phipps Coles

Cowper Phipps Coles CB (* 1819; † 6. September 1870 vor Kap Finisterre) war ein britischer Ingenieur und Marineoffizier.

## Leben

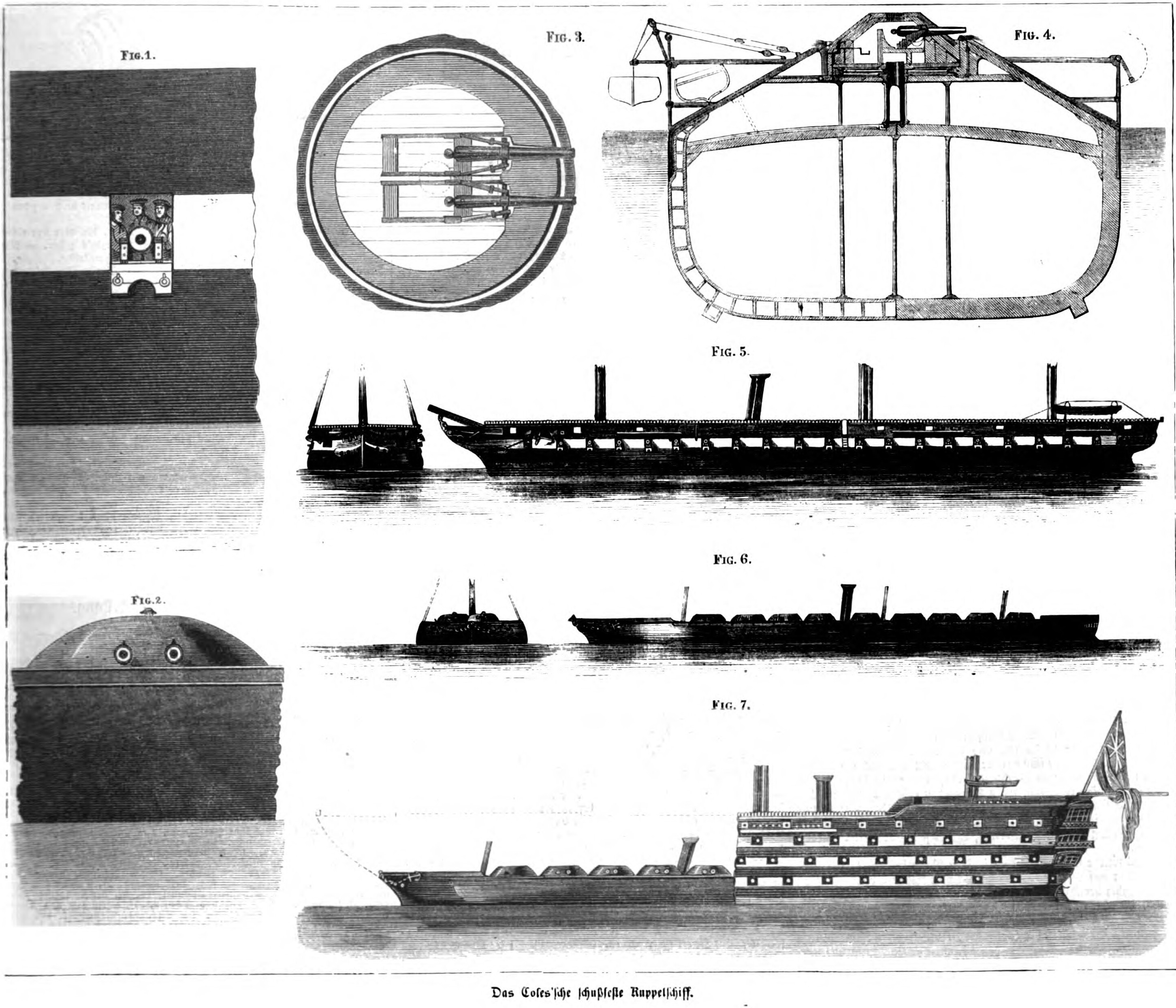
Das Coles’sche schussfeste Kuppelschiff, ein gepanzertes Schiff mit Panzerkuppeln (innen aus Holz, außen mit Eisenplatten bedeckt) für die Geschütze

Coles war dritter Sohn eines anglikanischen Pfarrers aus Hampshire. Er trat 1830 in die Royal Navy ein, bestand 1838 das Offiziersexamen aber erhielt erst im Januar 1846 einen Offiziersposten und die Beförderung Lieutenant. Admiral Edmund Lyons, 1. Baron Lyons machte ihn im Oktober 1853 zu seinem Adjutanten an Bord der HMS Agamemnon. In dieser Funktion erlebte er während des Krimkriegs die Belagerung von Sewastopol. Am 13. November 1854 wurde er Commander und befehligte den Raddampfer Stromboli im Schwarzen Meer. Während dieser Zeit erregte er Aufmerksamkeit dadurch, dass er ein mit einer Kanone bestücktes Floß entwickelte. Er wurde nach Großbritannien zurückbeordert, um weitere Exemplare dieser Waffe zu bauen. Allerdings endete der Krieg, bevor ihre Konstruktion beendet wurde. Bereits am 27. Februar 1856 wurde er zum Captain befördert. Im August 1856 wurde er als Kommandeur der französischen Ehrenlegion und im April 1858 mit dem osmanischen Mecidiye-Orden fünfter Klasse ausgezeichnet.
Auf Halbsold vom aktiven Marinedienst freigestellt, widmete er sich der Entwicklung eines gepanzerten Kriegsschiffs mit niedrigem Freibord und einem oder mehreren drehbaren Panzertürmen (Vorläufer des modernen Geschützturms). Der Gedanke wurde in den Vereinigten Staaten zeitgleich von John Ericsson verfolgt, dem Konstrukteur der Monitor, nach der dieser Schiffstyp häufig benannt wird.
Coles’ Ideen wurden von einflussreichen Mitgliedern der Admiralität und Vertretern der britischen Industrie unterstützt, weshalb sich die Royal Navy für seinen Turmtyp entschied. Neben britischen verfügten auch andere in England gebaute Turmschiffe über Panzertürme nach dem System Coles’, so die dänische Rolf Krake (1862) und die preußische Arminius (1864). Coles leitete in den Jahren von 1862 bis 1864 den Umbau der Royal Sovereign nach seinen Plänen und baute mit dem 1865 an die peruanische Marine ausgelieferten eintürmigen Monitor Huáscar erstmals ein ganz seinen Vorstellungen entsprechendes, seetaugliches Panzerturmschiff, das sich bewährte. In Anerkennung seiner Erfindungen ernannte ihn Königin Victoria im März 1867 zum Companion des Order of the Bath.
Unter dem Druck von Meinungsverschiedenheiten innerhalb der Admiralität über ein tragfähiges Zukunftskonzept für den Kriegsschiffbau und in Konkurrenz zu anderen Konstrukteuren, insbesondere dem Chefkonstrukteur der britischen Marine Edward James Reed, entwarf Coles zuletzt die 1869 fertiggestellte HMS Captain, deren Konstruktion schon im Vorfeld wegen ihres im Verhältnis zum Gewicht der beiden Panzertürme zu niedrigen Freibords kritisiert wurde. Coles schenkte den Bedenken keine große Beachtung und hielt das Schiff für seetauglich. Kurz nach Indienststellung geriet die Captain am 6. September 1870 auf ihrer Jungfernfahrt zu einem Seemanöver nach Spanien vor Kap Finisterre in einen Sturm und sank. Dabei kamen fast 500 Menschen ums Leben, darunter auch Coles selbst.